# Rasa (Tessin)
Pour les articles homonymes, voir Rasa.
Rasa est une localité suisse de la commune des Centovalli, dans le canton du Tessin. Le village a la particularité de n’être accessible qu’à pied ou en téléphérique depuis Verdasio.

## Histoire
Le village de Rasa date du XIIIe siècle. La première mention écrite de Raxa date de 1394. Le village était autrefois situé plus bas, dans la zone aujourd’hui connue sous le nom de « Terra Vecchia » (« Vieille Terre »). En 1631, des habitants de Rasa, émigrés à Livourne (Toscane), obtiennent du grand-duc la gestion des douanes de la ville, et ce jusqu’en 1847. Les grands revenus issus de cette activité leur permettent de construire des maisons élégantes et financer des bâtiments religieux dans une plaine située au dessus du village de Rasa de l’époque. Petit-à-petit, les habitations du bas tombent en ruines et sont abandonnées au profit de celles du haut.
En 1848, Léopold II de Toscane retire le monopole des douanes de Livourne aux émigrés de Rasa, ce qui y cause une crise économique qui réduit drastiquement la population. En 1863, le village du haut compte 83 habitants, et à la fin du XIXe siècle le village du bas est complètement déserté.

Vue aérienne de 1953.

Rasa obtient l’accès au téléphone et à l’électricité dans les années 1920, et l’eau courante en 1935.  L’école du village ferme en 1950.
Dans les années 1960 et 1970, une population protestante s’installe dans le village, alors que les prix y sont très bas et que la plupart des catholiques sont partis. Le mouvement chrétien germano-suisse United Bible Groups (UBG) y crée une retraite, le camp Rasa, dans les années 1960. Il restaure de nombreuses maisons, gère la forêt et la ferme du village, produit sa propre énergie solaire, et contribue à la majorité des revenus du village par le biais de séminaires et de la location de chambres pour les touristes,.

## Administration
Rasa devient une commune indépendante de Palagnedra en 1864, avant d’être fusionnée dans la commune d’Intragna en 1972, qui elle-même est fusionnée avec les communes de Borgnone et Palagnedra en 2009 pour former les Centovalli.

## Population
Au début du XVIIe siècle, Rasa comptait 200 habitants. La population décroît au XIXe siècle pour atteindre 83 habitants en 1863, puis 30 en 1958, et 11 en 1970.
Juste avant sa fusion avec Intragna, la commune de Rasa détenait le record de la plus petite commune de Suisse, avec 10 habitants.
En 2008, 26 personnes y vivent à l’année. En 2021, le village compte 12 habitants.

## Accès
Rasa n’a longtemps été accessible qu’à pied. En 1956, des plans pour la construction d’une route sont abandonnés au profit d’un téléphérique depuis Verdasio, mis en service en 1958. Celui-ci est ouvert au public de mars à novembre, et réservé aux habitants pendant l’hiver.

## Points d'intérêt
L’église de Sainte Anne, en plan cruciforme, a été consacrée en 1753,. Son clocher date de 1764.